# Musée Aubanel de l'imprimerie
Pour les articles homonymes, voir Aubanel.

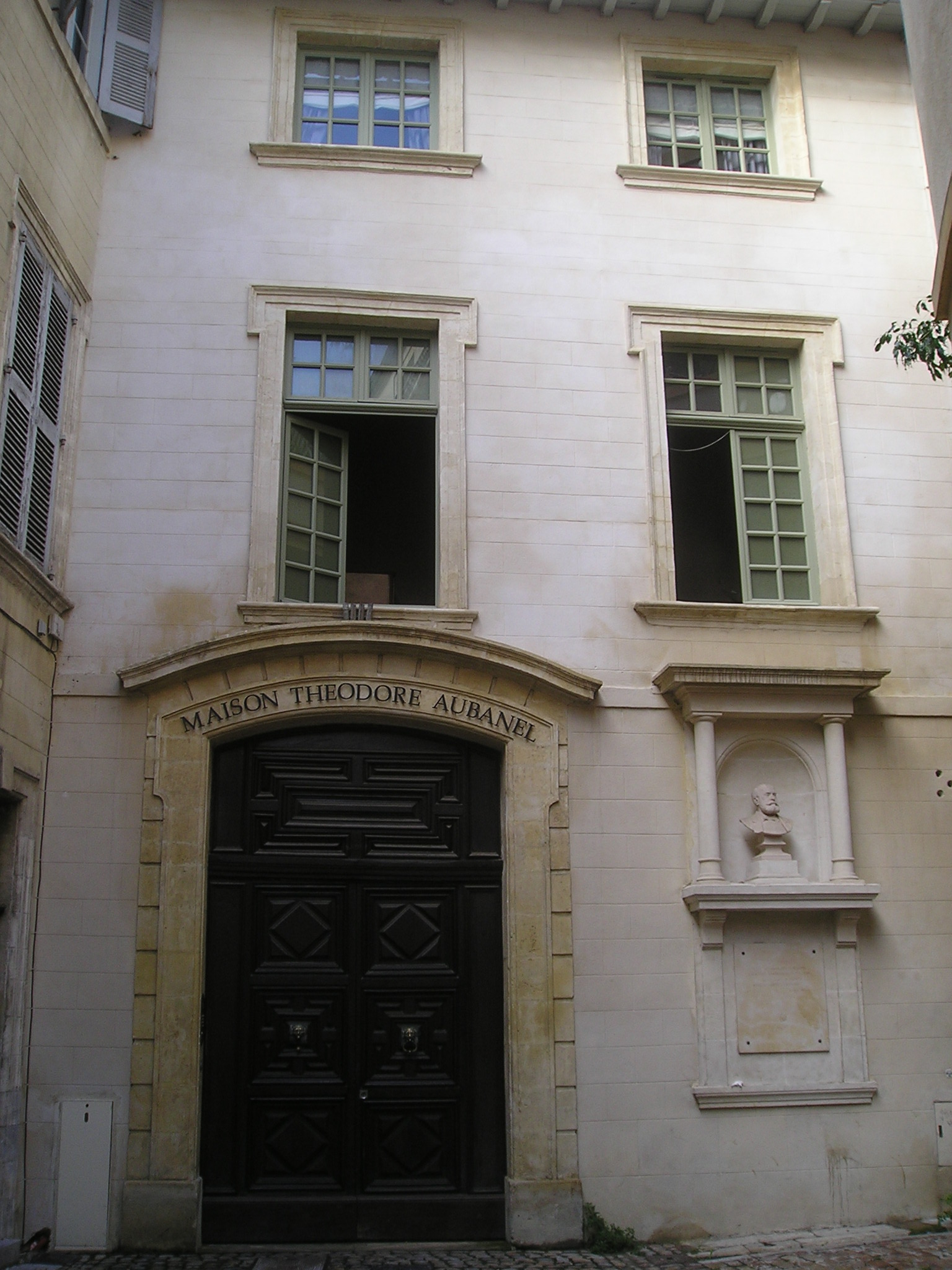
La Maison Aubanel, ancien Musée Aubanel.

Le musée Aubanel de l'imprimerie, aujourd'hui fermé, se tenait dans l'ancien hôtel particulier de la famille de Théodore Aubanel, la Maison Aubanel, située dans une impasse de la place Saint-Pierre, à Avignon. Il fut créé en 1948 et fermé au début des années 2000.

## Fonds documentaire
Le musée Aubanel abritait, outre un ensemble d'objets liés à l'imprimerie, l'ensemble des archives des publications des Éditions Aubanel depuis 1744 (l'une des plus anciennes maisons d'édition et imprimerie française).

### Contenu du fonds
Le fonds abritait notamment les manuscrits non administratifs antérieurs à 1790, ainsi que les archives de la maison d'édition depuis l'époque d'Antoine Aubanel, premier imprimeur de la dynastie. On remarquera au sein de ces fonds la présence des index suivants : 
- correspondances commerciale et privée, collection d'autographes d'écrivains des XIXe et XXe siècles (Daudet, Mistral, Mallarmé, Roumanille, Gaussen, Sémenov, Ludovic Legré, Madame du Terrail, Arène, Roumieux, Wyse, Lamartine, Mallarmé, Sainte-Beuve, Victor Hugo, Théophile Gautier, Heredia, François Coppée, Ziem, Monselet, Grivolas, etc.) ;
- l'ensemble des publications des Éditions Aubanel ; collection d'éditions avignonnaises anciennes, fonds religieux et histoire de la Provence ;
- 20 documents imprimés divers tels que des publicités de la maison, des catalogues, des placards, des affiches des représentations théâtrales des pièces de Théodore Aubanel, ainsi que des cartes, plans et plans cadastraux.

### Fonds des imprimés des périodesXIXe-XXIesiècles
- 5 000 volumes publiés par la maison d'édition sur les thèmes de la littérature, l'histoire, la linguistique, la religion, la poésie, la philosophie. Important fonds technique sur l'imprimerie, la fonderie de caractères, le matériel d'impression.
- Les Thèses et travaux sur le poète Théodore Aubanel.

### Fonds de la famille Aubanel
- Ces fonds privés contiennent environ 500 documents graphiques tels que des portraits de famille, des félibres des gravures, des estampes et des dessins, 300 documents, tels que des gravures sur Avignon, des dessins de Ziem, de Grivolas, de Joseph Aubanel.
- Un fonds de gravures religieuses et d'images pieuses.

## Objets du musée
Le musée contenait également une collection d'objets de type souvenirs, tableaux, portraits, objets personnels, meubles. On y notait la présence de pièces remarquables telles que le Sceaux de l'Université d'Avignon, des sceaux-bulles de papes, et des cachets des Aubanel.
On notait également la présence d'objet et meubles issus de l'hôtel particulier, ainsi que quelques pièces d'imprimerie dont une partie est encore exposée dans la Maison Aubanel.

### Destin du fonds
La plupart des documents issus du fonds commercial du musée Aubanel ont été cédés aux archives départementales lors de la succession Aubanel en 2001. Une partie des documents sur la maison Aubanel sont par ailleurs conservés à la Bibliothèque Municipale Ceccano, ainsi qu'au Palais du Roure.
On peut encore voir dans le rez-de-chaussée de la Maison Aubanel quelques-unes des pièces d'imprimerie qui composaient ce musée.

## Destin du musée
Après la disparition du musée, la Maison Aubanel fait l'objet d'une rénovation dans le cadre de l’Opération programmée d'amélioration de l'habitat (OPAH) Sainte-Marthe, 3e opération de ce type pour le centre-ville d’Avignon. Bien que situé en dehors de ce quartier, la forte connotation patrimoniale de l’immeuble Aubanel provoque son inclusion dans ce plan au titre de son intérêt architectural. Il est à ce titre entièrement repris et rénové. Sept logements prennent désormais la place des anciens volumes de l'hôtel-musée .

## Anecdote
L'ancienne imprimerie Aubanel était contigüe à la Maison Aubanel (sur la droite lorsqu'on observe la façade). Cette imprimerie est désormais occupée par un Cabaret (le Palais Royal).